# Soňa Křítková
Soňa Křítková (* 12. července 1972) je česká manažerka, od srpna do prosince 2014 pověřená řízením Ředitelství silnic a dálnic ČR (ŘSD).
Vystudovala Přírodovědeckou fakultu Univerzity Karlovy, obor životní prostředí. Na ČVUT absolvovala dvouleté certifikované studium. Absolvovala doktorské studium na Fakultě chemicko-technologické Univerzity Pardubice. Další vzdělání získala na univerzitě v Lipsku. Je auditorkou životního prostředí – EIA. Od roku 1995 do roku 2000 byla společníkem a zároveň jednatelkou společnosti Green Guard. Během stejného období byla společnicí filmy Royal DATA.
V letech 2004–2009 byla členkou Nadace ČEZ, stejnou funkci zastávala i v roce 2007 ve společnostech České švýcarsko a 4 – Volnočasová.
Do roku 2013 pracovala jako proděkanka pro rozvoj a PR Národohospodářské fakulty Vysoké školy ekonomické.
V roce 2009 byla kandidátkou do Poslanecké sněmovny Parlamentu České republiky. V roce 2013 se stala ředitelkou komunikace Agrofertu. Od 3. dubna 2014 byla ředitelkou Úseku správního Ředitelství silnic a dálnic ČR. Z této pozice byla 1. srpna 2014 dočasně pověřena řízením této organizace po odvolání generálního ředitele ŘSD Jana Kubiše. Její pověření skončilo 10. prosince 2014, kdy byl generálním ředitelem ŘSD jmenován Jan Kroupa. Od 1. června 2015 nastoupila do Všeobecné zdravotní pojišťovny ČR jako poradkyně s veřejnými zakázkami, a to po dobu dvou měsíců.
Je vdaná a má syna.